# Сапіна (інструмент)
Сапі́на (від словац. sapina < італ. zappone, утвореного від zappa — «сапа») — ручний інструмент у вигляді залізного дзьоба чи гака для тягання колод. Відрізняється від багра коротшим держаком, від кантувального гака — спрямованим до держака вигином робочої частини і її жорстким кріпленням. Варіант сапіни — ґельґів, він має чотиригранний дзьоб.
Згідно зі Словарем української мови Б. Д. Грінченка, карпатська сапіна складалася із таких елементів: залізного дзьоба (штіля) із загнутим кінцем (палем), у широкій частині (плечі з п'яткою) з отвором (вухом) насадженого на держак (топорище).
Робота сапіною (ґельґовом) відрізняється від роботи кантувальним гаком: якщо в останньому використовується принцип важеля з коротшим плечем, утвореним рухомим гаком, то сапіну просто вганяють ударом у кінець колоди, і тягають за топорище.
Існують і комбіновані інструменти, які являють собою лісорубну сокиру з гаком на обусі (в англомовних країнах відомі як axaroons).